# Olivier Dassault
Pour les articles homonymes, voir Dassault.
Olivier Dassault (/ɔ.li.vje da.so/), né le 1er juin 1951 à Boulogne-Billancourt (département de la Seine) et mort le 7 mars 2021 à Touques dans le Calvados, est un photographe portraitiste, homme d’affaires et homme politique français.
Il est le fils de Serge Dassault et le petit-fils de Marcel Dassault, le fondateur du groupe Dassault.

## Biographie

### Famille
Olivier Dassault est l'aîné des quatre enfants de Nicole et Serge Dassault. Il naît le 1er juin 1951 à Boulogne-Billancourt (département de la Seine, actuellement dans les Hauts-de-Seine).
Divorcé de Carole Tranchant, il épouse Natacha Nikolajevic le 5 février 2009 ; il est père de trois enfants : Héléna (1989), Rémi (2002) et Thomas (2011).
À sa mort, il est l'une des premières fortunes françaises. Le magazine Forbes le classe au 361e rang des fortunes mondiales en 2020, à égalité avec ses deux frères et sa sœur, avec environ cinq milliards d'euros.

### Photographie
Olivier Dassault est un photographe reconnu qui a commencé sa carrière artistique à la fin des années soixante. Portraitiste dans un premier temps, il photographie Jane Birkin, Isabelle Adjani, Isabelle Huppert. Il se tourne ensuite vers l’abstraction en donnant la priorité aux couleurs et aux formes. Il se présente comme un « architecte de la lumière et de l’espace ». Il publie treize ouvrages de photographie et expose régulièrement en France comme à l'étranger,.

### Formation et carrière militaire
Ingénieur de l’École de l'air (1974), il y suit une formation d'officier, d'ingénieur et de pilote. Il suit également une formation scientifique, obtenant un DEA de mathématiques de la décision en 1976 et un doctorat d’informatique de gestion en 1980. 
Commandant de réserve dans l’Armée de l’air Olivier Dassault est pilote professionnel IFR depuis 1975 : il est en outre co-recordman du monde de vitesse avec Hervé Leprince-Ringuet — en 1977 de New York à Paris sur Falcon 50 et en 1987 de La Nouvelle-Orléans à Paris sur Falcon 900 — et avec Guy Mitaux-Maurouard et Patrick Experton — en 1996 sur Falcon 900 EX de Paris à Abou Dabi et de Paris à Singapour. Olivier Dassault est le seul pilote qualifié sur la totalité de la gamme d’avions d’affaires Falcon.

### Activités professionnelles au sein du groupe Dassault
À la mort de son grand-père Marcel Dassault en 1986, son père Serge Dassault le nomme directeur-adjoint d’Europe Falcon Service et directeur de la stratégie des avions civils de l'entreprise Dassault Aviation. 
Il est vice-président du groupe de presse Valmonde (Le Spectacle du Monde, Valeurs actuelles) au sein duquel il crée en 2000 le magazine Jours de chasse. Administrateur du Journal des finances, il est, après l’entrée du groupe Dassault dans le capital du Figaro (2004), administrateur de la Socpresse. En 2011, il est nommé président du conseil de surveillance du groupe Dassault,, ce qui, selon la presse, le place en bonne position pour reprendre plus tard la holding familiale Dassault. Le groupe Valmonde est cédé en 2006 à Sud Communication, holding détenue par Pierre Fabre.
Olivier Dassault est toutefois amené à démissionner de la présidence du conseil de surveillance de la holding familiale en raison d'un risque de conflit d'intérêts avec son mandat de député, et y est remplacé par sa sœur Marie-Hélène Habert.

### Parcours politique
Après une première expérience au Conseil de Paris (1977-1989), Olivier Dassault décide de renouer avec la tradition familiale dans l'Oise et y est élu député dans la première circonscription lors des élections législatives françaises de 1988.
Cette circonscription, celle de son grand-père jusqu'en 1986, voit s'opposer en 1988 le maire socialiste de Beauvais (1977/2001) Walter Amsallem et l'ancien suppléant de Marcel Dassault mais les bulletins de vote du candidat socialiste sont annulés. À la suite de l'invalidation de l'élection par le Conseil constitutionnel, Olivier Dassault se porte candidat pour le Rassemblement pour la République (RPR) et est élu. Réélu député lors des élections législatives françaises de 1993 dès le premier tour, Olivier Dassault est battu en 1997 à l'occasion d'une triangulaire avec le Front national par le socialiste Yves Rome. Il est ensuite réélu en 2002, 2007, 2012 et 2017. 
Parallèlement à son engagement politique national, il se lance dans une carrière politique locale dans le Beauvaisis. Tête de liste de la droite aux élections municipales de Beauvais en 1989 et 1995, il est battu deux fois par Walter Amsallem. Tête de file de l'opposition au conseil municipal, son élection de 1995 est invalidée en 1996, pour dépassement de ses frais de campagne. Il est parallèlement la tête de liste départementale aux élections régionales de 1992 et devient premier vice-président du conseil régional de Picardie. Il abandonne cependant le conseil régional pour être candidat, en 1994 à l’occasion d’une élection cantonale partielle, au conseil général de l’Oise (canton de Beauvais-Nord-Est) de 1994 à 1998.
Il ne se représente pas en 1998, son canton est remporté par le 1er adjoint de Walter Amsallem, le socialiste Henri Bonan. Après l'élection aux municipales de Beauvais de Caroline Cayeux, Olivier Dassault réussit son retour en 2002 à l'occasion des législatives et élimine Caroline Cayeux au premier tour, retrouvant ainsi son siège de député de la 1re circonscription de l'Oise le 16 juin 2002. Il ne sera cependant pas élu aux cantonales.
Le 17 juin 2007, il est réélu député de l'Oise avec plus de 58,6 % des voix face au président du conseil général de l'Oise, son éternel rival socialiste, Yves Rome.
Il fait partie du groupe UMP à l'Assemblée nationale où il siège au sein de la commission des finances. Rapporteur spécial du budget du commerce extérieur de mars 1993 à mai 1997, il est rapporteur spécial du budget de la Culture, pour la XIIe législature avant de redevenir rapporteur spécial du budget du Commerce extérieur pour la 13e législature.

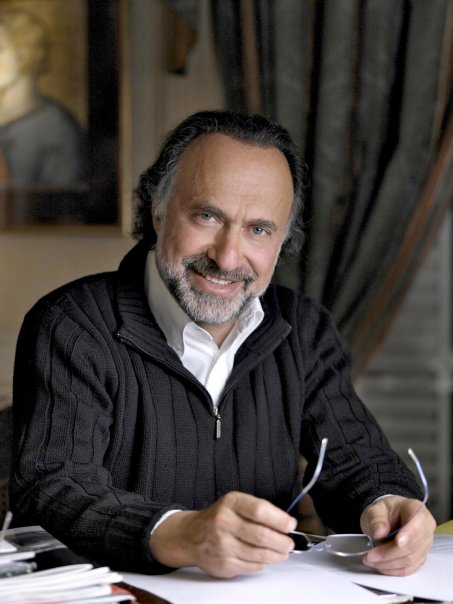
Olivier Dassault en 2013.

Parallèlement à son mandat parlementaire, Olivier Dassault a été délégué national du RPR chargé de la mondialisation et du commerce extérieur. Il est notamment, l’auteur du « Livre blanc sur le commerce extérieur de la France » (1991) et d’une synthèse pour l’Association des amis de Jacques Chirac intitulée La mondialisation, un atout dans notre main en avril 2000. Fondateur du club « Partenariat France », avec Yves Galland, alors ministre du commerce extérieur, chargé d’aider les PME françaises à l’exportation, il en est président d’honneur depuis 1996.
En mai 2016, il figure dans la liste des parlementaires parrainant la candidature de Jean-François Copé à la primaire présidentielle des Républicains de 2016.
Dans l'entre-deux-tours de l'élection présidentielle de 2017 qui oppose Emmanuel Macron à Marine Le Pen, il prend position pour le candidat En marche.
Il parraine Laurent Wauquiez pour le congrès des Républicains de 2017.

### Association

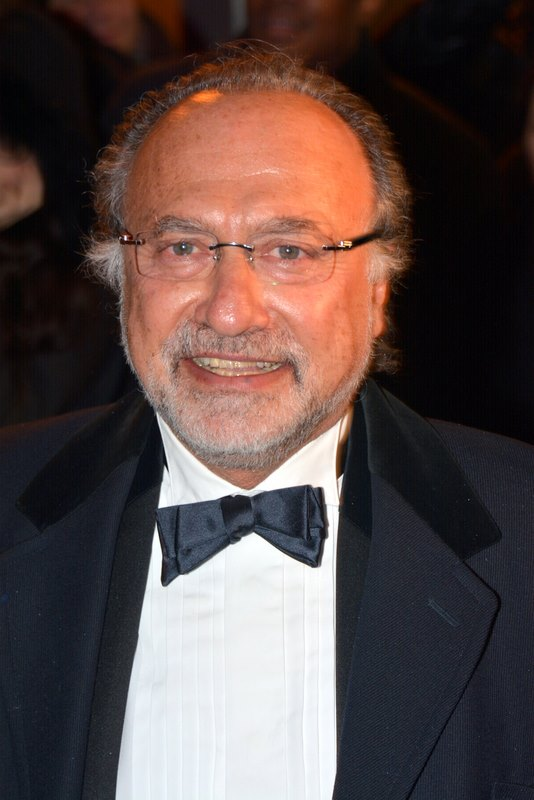
Olivier Dassault à la cérémonie des Globes de cristal 2017.

Olivier Dassault est le fondateur de l'Association d'Entraide en faveur des personnes âgées et défavorisées du département de l'Oise. 
En juillet 2002, il fonde, avec Jean-Michel Fourgous et Hervé Novelli, le groupe d’étude parlementaire « Génération entreprise » qu'il préside depuis. En octobre 2012, Génération entreprise devient Génération Entreprise - Entrepreneurs Associés et regroupe 120 parlementaires, qui se rencontrent lors de colloques biannuels, de petits déjeuners mensuels et autour de sa revue. En 2021, le groupe GEEA regroupe 170 parlementaires ayant l'ambition pédagogique de rappeler à l’opinion publique et aux acteurs politiques que les entreprises, par leur dynamisme et leur réussite économique participent pleinement à la solidarité nationale, créent des emplois et augmentent au bout du compte la richesse de tous les Français.
En avril 2018, il est nommé membre de la Fondation Interpol, alors que, pour Mediapart, l'entreprise Dassault « est pourtant citée dans les « Paradise Papers » comme possible complice de fraude à la TVA ».

### Autres occupations

#### Musique
Passionné par la musique, il compose de nombreuses musiques originales de films, mais aussi la réalisation de courts métrages et de films publicitaires. Pionnier en Europe de l’emblème sonore , il imagine l’identité de nombreuses collectivités ou sociétés, et met en musique plusieurs fêtes ou célébrations (feu d’artifice de l’An 2000 à Paris, inauguration du Parc Vulcania…).

#### Chasse
Féru de chasse, il est propriétaire d'un grand domaine en Sologne, « les Châtaigniers ». Il est le fondateur du magazine Jours de Chasse, créé en 2000.

### Mort

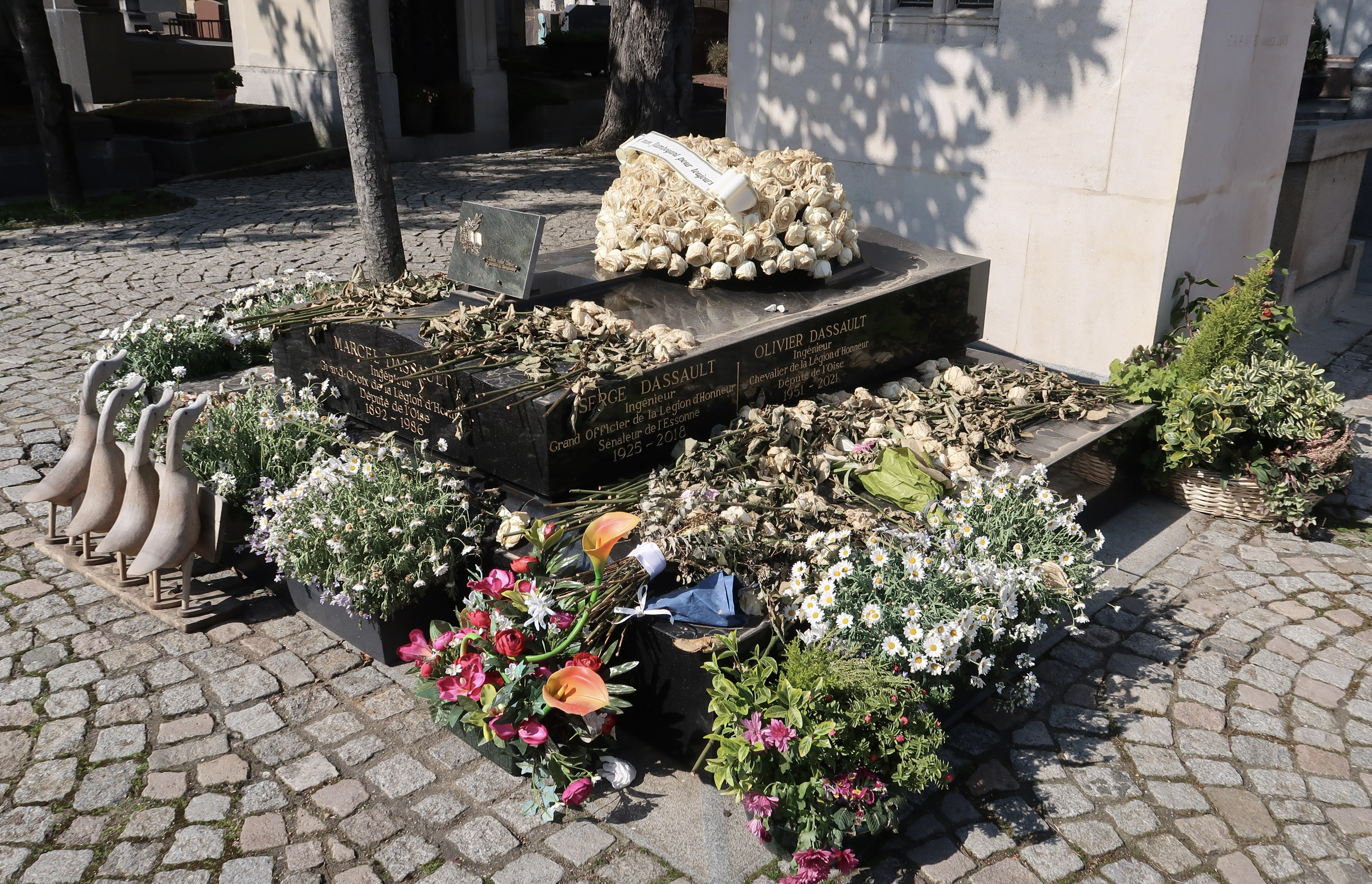
Sépulture au cimetière de Passy (Paris).

Le 7 mars 2021, Olivier Dassault, âgé de 69 ans, meurt à Touques, dans le Calvados, peu après 18 heures, dans un accident d'hélicoptère Aérospatiale AS350 Écureuil immatriculé F-GIBM, tuant également le pilote. L'accident s'est produit au moment du décollage, effectué depuis un domaine privé, l'appareil ayant percuté un arbre,,. Lors de l'arrivée et de l'atterrissage de l'appareil, Olivier Dassault aurait demandé au pilote de se poser un peu à l'écart de la zone d'atterrissage prévue ; au décollage, une pale du rotor de l'engin a percuté un arbre trop proche. Le procureur de la République de Lisieux charge alors la section de recherches de la gendarmerie des transports aériens de mener une enquête pour homicide involontaire, et le Bureau d'enquêtes et d'analyses pour la sécurité de l'aviation civile (BEA) ouvre une enquête de sécurité, rendue publique vendredi 18 février 2022, qui n'a pas pu déterminer qui était aux commandes de l'appareil lors de l'accident.
Olivier Dassault est inhumé au cimetière de Passy (Paris).

## Détail des mandats politiques
- 1977-1989 : membre du Conseil de Paris (conseil municipal et général)
- 1988-1997 : député de l'Oise
- 1989-1996 : membre du conseil municipal de Beauvais (Oise) ; son élection en 1995 est invalidée pour dépassement des frais de campagne.
- 1992-1993 : vice-président du conseil régional de Picardie
- 1993-1998 : membre du conseil général de l'Oise
- 2002-2021 : député de l'Oise

## Ouvrages et expositions

### Expositions photographiques
- 26 Works, Louise Stern Fine Arts (mars-avril 2016)
- Langage de murs (Galerie Maeght, novembre-décembre 2015)
- Drouot vu par Olivier Dassault (Paris, avril 2015)
- Arrêt sur Images (Paris)
- Brafa, foire d'antiquités et d'objets d'art à Bruxelles, janvier 2015
- Lumières Captives
- Regards Croisés
- Captures
- Anamorphose
- Réminiscence OD chez SMETS
- Les Instantanés d'Olivier Dassault
- Galerie Young - Bruxelles
- Insights (Opéra Gallery Londres)
- Voyages Imaginaires (Artcurial - Paris)
- Improvisation
- Rencontres (Galerie Clarus, Paris)
- Photographismes (Guy Pieters Gallery - Knokke Le Zoute)
- Métaphores (Agence Barnes - Neuilly sur Seine)
- Acrobaties (Agence Barnes Bonaparte - Paris, 2010)
- Mémoires d’art (Galerie Didier Aaron - Paris, 2010)
- Totem & Tabou (Galerie Pierre Mahaux - Megève, 2010)
- Dialogue autour de l’Abstraction (Galerie Artistes en Lumière - Paris, 2010)
- Abstraction
- Surimpressionnisme
- Urbania
- Invitation aux voyages
- Ciels
- Les Visions récompensées
- Lumières de ciel, lumières de ville
- Rencontre A3 - Une nuit d'art... ventrues
- La Cinquième Dimension
- Découvertes
- Photocolorism
- FIAC Paris
- Égypte
- Oniropolis
- Fugues

- Expressions abstraites, hommage à olivier Dassault, Artcurial, Paris, du 9 au 11 novembre 2023

### Ouvrages photographiques
- Abstraction (2009)
- Ciels, cercle d'art (2005)  (ISBN 978-2702207932)
- La Cinquième Dimension (2002)  (ISBN 2850565954)
- Entre terre et ciel (1989)
- Photocolorism (1990)  (ISBN 2-221-07021-6 et 978-2-221-07021-5)
- Danse de feu (1987)
- Lignes d'imaginaire (1984)
- Ces regards d'enfant (1983)
- Égypte (1978)
- Oniropolis (1977)

### Publication
- La France en majuscules, Plon, 2007  (ISBN 978-2-25920-576-4).

## Décorations
Olivier Dassault est nommé au grade de chevalier de l'ordre national de la Légion d'honneur le 31 décembre 1997 au titre de « ancien député, conseiller général ; 23 ans d'activités professionnelles et de fonctions électives ».
Il est promu au grade d'officier de l'ordre national du Mérite le 30 avril 2002 au titre de « président de sociétés ». Il est officier de l'ordre des Arts et des Lettres.
- Chevalier de la Légion d'honneur
- Officier de l'ordre national du Mérite
- Officier de l'ordre des Arts et des Lettres